# 409 f.Kr.

## Händelser

### Efter plats

#### Grekland
- Alkibiades återerövrar Byzantion vilket gör slut på stadens uppror mot Aten och gör att Aten fullständigt kontrollerar Bosporen, vilket säkrar den atenska tillgången på säd från det Bosporiska riket.
- Den atenske generalen Thrasyllos seglar med en ansenlig styrka ut från Aten, för att inleda ett fälttåg i Jonien. Där erövrar han snabbt Kolofon och härjar den joniska landsbygden, men besegras utanför Efesos av en kombinerad efesisk, persisk och syrakusisk styrka.
- Pausanias efterträder sin far Pleistoanax som agidisk kung av Sparta.
- Staden Rhodos grundas.

#### Karthago
- Genom att utnyttja bråket mellan städerna på Sicilien samt Atens och Syrakusas utmattning försöker Karthago återfå sitt inflytande över ön. Hannibal Mago, sonson till Hamilkar, invaderar Sicilien med en stor styrka och besegrar de sicilianska grekerna samt hämnas sin farfar, genom att tortera och döda 3.000 grekiska fångar. Han erövrar också städerna Selinus (nuvarande Selinunte) och Himera innan han i triumf återvänder till Karthago med krigsbytet.

### Efter ämne

## Avlidna
- Pleistoanax, kung av Sparta sedan 458 f.Kr.